# Małgorzata Niezabitowska
Małgorzata Anna Niezabitowska (ur. 25 listopada 1948 w Warszawie) – polska dziennikarka, autorka książek, scenariuszy i sztuki teatralnej, reporterka „Tygodnika Solidarność”, rzeczniczka prasowa rządu Tadeusza Mazowieckiego (1989–1991).

## Rodzina
Małgorzata Niezabitowska, córka Tadeusza i Barbary Kurcewicz, pochodzi ze starej rodziny ziemiańskiej herbu Lubicz o długiej tradycji patriotycznej. Jej przodkowie, zarówno ze strony matki, jak i ojca, w Królestwie Polskim i Rzeczypospolitej Obojga Narodów pełnili funkcje cywilne i wojskowe, a w okresie zaborów brali udział w wojnach napoleońskich i powstaniach.
W XX wieku spośród najbliższych krewnych cioteczny dziadek Zbigniew Mysyrowicz służył w I Pułku Ułanów Legionów Polskich, a następnie jako oficer zawodowy walczył w wojnie 1920 roku i został ciężko ranny dowodząc szwadronem konnicy w bitwie nad Stochodem. Drugi cioteczny dziadek Tadeusz Mysyrowicz, oficer WP, uczestnik Kampanii wrześniowej 1939 roku, został zamordowany w Katyniu.
Dziadek Mieczysław Niezabitowski podczas studiów w Wiedniu wstąpił do Polskich Drużyn Strzeleckich, w których ukończył kurs podoficerski, w chwili wybuchu I wojny światowej w 1914 roku zgłosił się do Legionów Polskich, a podczas wojny polsko-bolszewickiej walczył jako ochotnik.
Prapradziadek Władysław Mysyrowicz był znakomitym hodowcą koni pełnej krwi angielskiej, jednym z pionierów wyścigów konnych na ziemiach polskich. Dziadek Jerzy Koryatowicz-Kurcewicz-Bułyha pochodził w prostej linii od Narymunta, najstarszego syna Gedymina, założyciela Wielkiego Księstwa Litewskiego.
Mąż Tomasz Tomaszewski jest fotografikiem, córka, doktorka habilitowana sztuk pięknych, adiunktką na Akademii Sztuk Pięknych w Warszawie.

## Wykształcenie
W 1966 roku ukończyła Liceum im. Modzelewskiego (obecnie Goethego) z językiem wykładowym niemieckim. W latach 1966–1970 studiowała na Wydziale Prawa i Administracji Uniwersytetu Warszawskiego, na którym obroniła z wynikiem bardzo dobrym pracę magisterską z procedury karnej. Kształciła się również na Podyplomowym Studium Dziennikarskim na macierzystej uczelni (1970–1972). W 1983 roku otrzymała stypendium Instytutu Nauki o Człowieku w Wiedniu, gdzie wyjechała dopiero po otrzymaniu paszportu dwa lata później. W 1986 roku została wyróżniona prestiżowym „Nieman Professional Journalist Fellowship” na Uniwersytecie Harvarda (1986–1987).

## Praca zawodowa
W latach 70. pracowała w pismach „Zwierciadło” i „Kultura”, była autorką scenariusza serialu telewizyjnego Punkt widzenia oraz tekstów piosenek, m.in. dla zespołu Kombi.
W 1980 roku napisała sztukę Polskie lato, polska jesień o strajku w Stoczni Gdańskiej i powstaniu „Solidarności”, której wystawienie uniemożliwiła cenzura. Od momentu jego powstania w kwietniu 1981 roku stale współpracowała z „Tygodnikiem Solidarność”, gdzie została zatrudniona jako reporterka we wrześniu tego samego roku.
Po 13 grudnia 1981 roku dokumentowała stan wojenny. Pisała konspiracyjny dziennik, a wraz z mężem fotografowała na ulicach Warszawy i organizowała akcje wykonania zdjęć internowanych działaczy „Solidarności” i Lecha Wałęsy. Materiały te przesyłane w poczcie dyplomatycznej na Zachód były szeroko publikowane, m.in. w „La Vie”. „Corriere della Sera”, „Paris Match”, „Famiglia Cristiana”.
W latach 1980–1985 pracowała wraz z mężem nad książką Ostatni. Współcześni Żydzi polscy, której pierwsze wydanie z przyczyn cenzuralnych ukazało się w języku angielskim w Stanach Zjednoczonych, następnie w Niemczech, Szwajcarii i Austrii, a w kraju dopiero po odzyskaniu wolności. Wcześniej fragmenty zostały opublikowane w podziemnym wydawnictwie. W 1993 roku książka OSTATNI otrzymała nagrodę Warszawskiej Premiery Literackiej.
W 1984 roku Małgorzata Niezabitowska współtworzyła „Przegląd Katolicki”, w którym pełniła funkcję kierowniczki działu społecznego. W 1986 roku otrzymała „Nieman Professional Fellowship” na Uniwersytecie Harvarda. W USA pracowała wraz z mężem dla „National Geographic” nad materiałem Discovering America, który ukazał się w styczniu 1988 roku na stulecie magazynu. Po powrocie do kraju publikowała teksty w pismach zachodnich, m.in. w „Die Zeit”, „GEO”, „La Repubblica”.
Od 15 września 1989 do 7 stycznia 1991 pełniła funkcję rzeczniczki prasowej rządu Tadeusza Mazowieckiego.
W latach 1991–2001 stworzyła i prowadziła wydawnictwo „United Publishers” i agencję PR. W 2010 roku obszerne fragmenty sztuki Polskie lato, polska jesień zostały wystawione w Stoczni Gdańskiej podczas festiwalu „All about Freedom” organizowanym przez Europejskie Centrum Solidarności. W tym samym roku ukazała się jej książka Składana wanna, która otrzymała nagrodę czytelników oraz jury Róża Gali. W 2013 roku zrealizowała wraz z mężem projekt Poszukiwanie Ameryki 25 lat później, którego wynikiem był materiał opublikowany w „National Geographic”. W 2014 ukazała się książka z jej tekstem o powstaniu Muzeum POLIN Na początku było marzenie.
W październiku 2016 roku Ośrodek Karta wydał książkę Małgorzaty Niezabitowskiej W twoim kraju wojna!. Zawiera ona publikowane po raz pierwszy dzienniki pisane od pierwszego dnia stanu wojennego – 13 grudnia 1981 roku, opisane już w wolnej Polsce konspiracyjne akcje, w których Małgorzata Niezabitowska brała udział oraz zdjęcia z tych akcji.

## Kwestia współpracy z SB
18 grudnia 2004 w opublikowanym w „Rzeczpospolitej” artykule Prawdy jak chleba Niezabitowska sama ogłosiła, że w Instytucie Pamięci Narodowej znajdują się – jej zdaniem sfałszowane – materiały, świadczące o tym, iż była tajną współpracownicą SB o pseudonimie „Nowak”, i zapowiedziała złożenie wniosku o autolustrację. Wkrótce po tym została publicznie oskarżona o współpracę z SB przez Krzysztofa Wyszkowskiego.
IPN odmówił jej statusu osoby pokrzywdzonej. Po toczącym się od maja 2005 na wniosek Niezabitowskiej postępowaniu lustracyjnym w jej sprawie 11 czerwca 2006 sąd lustracyjny uznał, iż Niezabitowska nie była tajną współpracownicą SB. Kolejny uniewinniający wyrok w tej sprawie zapadł 11 stycznia 2007. Sąd Apelacyjny w Warszawie w uzasadnieniu wyroku uznał m.in., że „Małgorzata Niezabitowska została zarejestrowana bez swojej wiedzy jako tajny współpracownik. Mimo że odmawiała spotkań z SB, prowadzący ją funkcjonariusz pisał raporty z tych spotkań. Znalazły się w nich informacje m.in. z podsłuchów założonych w jej mieszkaniu”. Po apelacji wniesionej przez IPN sprawa wróciła do sądu pierwszej instancji i była ponownie rozpatrywana. W 2010 Sąd Okręgowy umorzył postępowanie w związku z długotrwałą chorobą Małgorzaty Niezabitowskiej, która spowodowała, że wycofała się ona z procesu autolustracji.
Całą sprawę wraz z dokładnym przebiegiem procesu opisała w książce Prawdy jak chleba, a materiały SB wraz z metodą ich wytwarzania ujawniła na swojej stronie internetowej.

## Działalność społeczna
W maju 1994 roku była inicjatorką i organizatorką społecznej zbiórki, a następnie wysłania polskich żołnierzy – zdobywców Monte Cassino do Włoch na oficjalne obchody pięćdziesiątej rocznicy bitwy.
W latach 1994–1997 była moderatorką corocznych dysput filozoficznych o arystotelesowskiej triadzie – prawdzie, dobru i pięknie organizowanych przez Wydział Filozofii Uniwersytetu Jagiellońskiego, których uczestnikami byli profesorowie ksiądz Józef Tischner i Jan Woleński. Dysputy odbywały się przy udziale publiczności i mediów w krakowskim klasztorze Dominikanów, a ich treść była publikowana.
W roku 1998 zainicjowała wraz z Waldemarem Kuczyńskim prace nad Księgą Dziesięciolecie Polski Niepodległej 1989-1999, w której przygotowaniu wzięło społecznie udział ponad osiemset osób. Była prezeską Fundacji Księgi, jej wydawczynią, autorką koncepcji graficznej oraz licznych tekstów. Księga wydana w roku 2001 została przekazana w darze do wybranych bibliotek oraz szkół wyższych i średnich w całym kraju.
Działała na rzecz samorządności w regionie podwarszawskim, była m.in. współzałożycielką i prezeską Stowarzyszenia Obywateli Konstancina-Jeziorny.
W okresie 1993–1999 była prezeską Fundacji Animals. Od lat 90. aktywnie wspiera organizacje zajmujące się ochroną praw zwierząt i opieką nad nimi, m.in. Fundacje Centaurus, VIVA, Nasza szkapa, PEGASUS, Przystanek ocalenie.
Od lat 90. działała w Komitecie Wspierania Budowy Muzeum Historii Żydów Polskich. W latach 2013–2022 była członkinią Rady Muzeum POLIN.

## Odznaczenia i nagrody
W 2001 została odznaczona Krzyżem Oficerskim Orderu Odrodzenia Polski.
W 1994 za pomoc dla polskich kombatantów uhonorowana Krzyżem Pamiątkowym Monte Cassino.
W 2013 wyróżniona nagrodą im. Czesława Miłosza przyznawaną ludziom kultury za wkład w porozumienie między Polską a Stanami Zjednoczonymi – Czesław Miłosz Award for Contributions to US-Polish Relations.
W 2014 uhonorowana nagrodą im. Ireny Sendlerowej przyznawaną Polakom przyczyniającym się do zachowania dziedzictwa żydowskiego i odnowy kultury żydowskiej w Polsce.

## Twórczość
Książki
- OSTATNI Współcześni Żydzi Polscy, Warszawa: WAiF 1993, nagroda Warszawskiej Premiery Literackiej, wcześniej wydane:
- REMNANTS The Last Jews of Poland, Nowy Jork: Friendly Press 1986
- Die letzten Juden in Polen, Zurich, Frankfurt nad Menem: Edition Stemmle 1987
- Poszukiwanie Ameryki, Warszawa: WAiF 1994
- Prawdy jak chleba, Warszawa: Prószyński i S-ka 2007
- Składana wanna, Kraków: Znak 2010, nagroda jury i czytelników Róża Gali
- Na początku było marzenie, Warszawa: Muzeum POLIN 2014
- Tadeusz Mazowiecki, polityk trudnych czasów (współautorka) Warszawa: United Publishers 1997
- Księga Dziesięciolecie Polski Niepodległej 1989–1999 (autorka tekstów, autorka koncepcji graficznej) Warszawa: United Publishers 2001
- W twoim kraju wojna!, Warszawa, Ośrodek KARTA 2016
- Światłość i mrok, Kraków, ZNAK 2022[47].

Sztuka teatralna Polskie lato, polska jesień, zbiory Europejskiego Centrum Solidarności
Najważniejsze publikacje prasowe
„Tygodnik Solidarność” 1981: (wybór)
- Sensacyjny temat, „TS” 6/81
- Kukułcze jajo, „TS” 13/81
- Bieg się dopiero zaczyna, „TS” 23/81
- Nad nami jest Polska, rozmowa z generałem Borutą-Spiehowiczem, współautor Andrzej Friszke, „TS” 28/81
- Żyradów – musi być nadzieja, „TS” 32/81
- Sztandar i drzwi, „TS” 37/81, ostatni numer z datą 11.12.1981

„Tygodnik Powszechny”: (wybór)
- Chłopi przestali się bać (pocięte przez cenzurę), „TP” 42/82
- Polak, który próbuje być Żydem (pocięta przez cenzurę), „TP” 17/83

Zdjęte w całości przez cenzurę:
- Przyjdziemy z krzesełkami, „TP” 29/83
- Zaczynamy od zera, „TP” 32/83

„Przegląd Katolicki”: (wybór)
- Jeśli Bóg z nami…, (pocięte przez cenzurę), „PK” 1/84, numer pierwszy po przerwie od 1939 roku
- Droga (pocięte przez cenzurę), współautorka, „PK” 22/84

„Karta” nr 4, styczeń 1987 (wydawnictwo podziemne) Minjan z Lublina, Długa droga do domu
„Tygodnik Solidarność” 1989: (wybór)
- Będziemy mieli taką Polskę, na jaką zasłużymy – rozmowa z Lechem Wałęsą, „TS” 1/89, numer pierwszy po przerwie od 1981 roku
- Wolny człowiek, „TS” 3/89
- Toporki wyjechały, Janosiki zostały, „TS” 4/89

National Geographic (edycja polska): (wybór)
- Kraj Białego Orła, „NG” nr 3/1999
- Gdzie zaczyna się Polska, „NG” nr 12/2000
- Odkrywanie Ameryki – 25 lat później, „NG” nr 12013

Prasa zagraniczna: (wybór)
- Le journal d’un insoumis de Varsovie, „La Vie”, Paryż 18.02.1982
- REMNANTS The Last Jews of Poland, Waszyngton: „National Geographic” nr 9/1986
- Etre Juif en Pologne, Paryż: GEO nr 11/1987
- Discovering America, Waszyngton: „National Geographic” nr 1/1988
- Wilder Westen in Osten, Hamburg: „Die Zeit” nr 47/89
- Masurische Geschichte, Hamburg: „GEO” 7/90
- America una nazione, due anime, Rzym: Il Venerdi La Repubblica nr 26/1991